# FF Jaro
FF Jaro JS (Fotbollsföreningen Jaro Jalkapalloseura) är en finländsk fotbollsklubb från den tvåspråkiga kuststaden Jakobstad som säsongen 2025 spelar i Tipsligan. Klubbnamnet Jaro kommer från JA-RO (Jakobstads rostfria), en lokal metallindustri som var huvudsponsor under föreningens tidiga år.
Klubben har spelat sammanlagt 24 säsonger (1989, 1991–98, 2002–15 samt 2025) i den högsta serien. Den genom tiderna bästa tabellplaceringen nåddes 1991, när man erhöll en fjärdeplats. Klubben spelade även i cupfinal 1992 samt 1999.

## Historia

### 1960-talet
Jaro grundades 1965 för att ersätta IF Drotts fotbollssektion som hade lags ner. Flera av de grundande medlemmarna arbetade på metallföretaget JA-RO Ab och företaget blev huvudsponsor för den nya föreningen med villkoret att laget tog företagets namn. Jaro blev därmed den första idrottsföreningen i Finland med namn efter en sponsor.
Laget spelade sin första säsong i Landskapsserien, som var den tredje högsta divisionen, där man vann sin grupp och blev uppflyttade till Finlandsserien. De tre följande säsongerna spelade Jaro i Finlandsseriens norra grupp, men 1969 slutade laget näst sist och blev nedflyttade.

### 1970-talet
Säsongen 1970 vann Jaro sin grupp i Division III (tidigare Landskapsserien), och blev uppflyttade till Division II. Inför säsongen 1973 skapades en ny division mellan FM-serien och Division II, och Jaro, som 1972 placerade sig på andra plats i sin grupp, var ett av de tolv lagen i den nya Division I. Laget slutade dock på sista plats och degraderades till Division II. Resten av 1970-talet spelade Jaro i Division II och placerade sig i mitten av tabellen tills 1979 när laget vann sin grupp och blev uppflyttade.

### 1980-talet
Under nästan hela 1980-talet spelade Jaro i Division I. 1983 spelade laget för första gången om uppflyttning till FM-serien. Jaro slutade femma i kvalet där åtta lag deltog och de fyra främsta kvalificerade sig för FM-serien. 1986 hade man en sämre säsong och tvingades kvalspela mot MyPa för att hålla sig kvar i serien. Efter att kvalmatchen slutat oavgjort förlorade Jaro på straffar. Sejouren i Division II blev den här gången endast ett år, och 1988 var Jaro tillbaka i Division I. Efter en lysande säsong hamnade Jaro på delad första plats och hade möjlighet att via omspel bli direktuppflyttade till FM-serien. Igen var det MyPa som stod för motståndet och igen gick matchen till straffläggning, men den här gången drog Jaro det vassare strået och blev för första gången uppflyttade till högsta divisionen. Lagets första säsong i FM-serien var inte särskilt lyckad, och slutade med att laget blev sist och flyttades ner till Division I.

### 1990-talet
Säsongen 1990 var Jaro med och kämpade om topplaceringarna i Division I, och fick efter att ha slutat tvåa kvalspela om en plats i Fotbollsligan. I kvalet blev det derby mot KPV. Jaro vann den första matchen i Karleby med 1–0, och i den andra matchen på hemmaplan kunde man vända ett tvåmålsunderläge i halvtid till en seger med 4–2. De följande åtta säsongerna spelade Jaro i Tipsligan. 1991 skulle bli Jaros bästa säsong hittills med en fjärde plats. Nästa säsong blev det en femte plats i ligan och laget tog sig för första gången till cupfinal, men där vann MyPa med 2–0. Efter att ha slutat femma 1995 fick Jaro spela Intertotocupen 1996 där det blev två segrar, en oavgjord och en förlust, vilket innebar en tredje plats i gruppen. I Tipsligan 1996 vann Jaro grundserien, men de sex främsta lagen spelade vidare i en mästerskapsserie, och där blev det inga segrar för Jaro och man föll ner till femte plats. 1998 slutade laget på sista plats, och de följande säsongerna spelade man i Ettan. 1999 kom man tvåa i den norra gruppen och blev sen trea i den övre slutserien. Jaro fick kvala om en ligaplats mot FC Lahti men efter oavgjort i hemmamatchen föll man med uddamålet i Lahtis. I cupen tog sig laget för andra gången till final, men där var FC Jokerit det starkare laget och vann med 2–1.

### 2000-talet
Jaro skulle igen kvala om ligaplatserna säsongen 2001. Efter att först ha missat direktuppflyttning mot FC Hämeenlinna, kunde man i den avgörande matchen mot FC Jokerit vinna med 4–3. Sedan säsongen 2002 har Jaro hållit sig kvar i Tipsligan, även om det mest blivit placeringar på den nedre halvan av tabellen. Säsongen 2005 gjorde Mikko Paatelainen fem mål i hemmamatchen mot FC KooTeePee, vilket är rekord för Tipsligan. Under våren 2009 drabbades föreningen av en akut ekonomisk kris, vilket utmynnade i att elitverksamheten ombildades till ett aktiebolag.

### 2010-talet
Jaro gjorde sin bästa säsong sedan 1990-talet när man år 2010 blev femma. De följande åren blev det dock placeringar i botten av tabellen. Efter 14 ligasäsonger i följd degraderades Jaro till Ettan hösten 2015. Jaro fastnade i Ettan för resten av 2010-talet.
2020-talet
Jaros vistelse i Ettan fortsatte till 2024. I slutet av säsongen 2024 vann Jaro dubbelmötet i ligakvalet mot FC Lahti med 2-1, och steg därmed till Tipsligan inför säsongen 2025.

## Spelartrupp 2025
Spelartruppen uppdaterad den 27 mars 2025.
| Nr | Land          | Pos | Namn                              |
| -- | ------------- | --- | --------------------------------- |
| 13 | Portugal      | MV  | Miguel Jose Oliveira Silva Santos |
| 25 | Finland       | MV  | Emil Öhberg                       |
| 99 | Nigeria       | MV  | Saheed Jimoh                      |
| 2  | Argentina     | F   | Guillermo Sotelo                  |
| 3  | Sverige       | F   | Erik Gunnarsson                   |
| 5  | Finland       | F   | Aron Bjonbäck                     |
| 6  | Finland       | F   | Johan Brunell (kapten)            |
| 8  | Finland       | F   | Alex Ramsay                       |
| 20 | Finland       | F   | Oliver Kangaslahti                |
| 23 | Finland       | F   | Felix Kass                        |
| 40 | Nederländerna | F   | Robin Polley                      |
| 4  | Nigeria       | MF  | Michael Ogungbaro                 |

| Nr | Land      | Pos | Namn                   |
| -- | --------- | --- | ---------------------- |
| 10 | Finland   | MF  | Sergei Eremenko        |
| 16 | Finland   | MF  | Adam Vidjeskog         |
| 17 | Finland   | MF  | Ludvig Nyman           |
| 77 | Nigeria   | MF  | Emmanuel Ekpenyong     |
| 7  | Sverige   | A   | Samouil Izountouemoi   |
| 9  | Slovenien | A   | Filip Valencic         |
| 15 | Finland   | A   | Rudi Vikström          |
| 18 | Finland   | A   | Elliot Holmäng         |
| 21 | Finland   | A   | Jim Myrevik (kapten)   |
| 24 | Finland   | A   | Joni Remesaho (kapten) |
| 32 | Finland   | A   | Severi Kähkönen        |
|    | Guinea    | A   | Kerfala Cissoko        |

## Tidigare kända spelare
| - Samuel Ayorinde - Aleksej Borisovitj Jerjomenko - Aleksej Aleksejevitj Jerjomenko - Roman Eremenko - Hans Gillhaus - Antti Kuismala | - Paul Lindholm - Piracaia - Jens Portin - Jonas Portin - Fredrik Svanbäck - Jari Vanhala | - Alibek Aliev - David Carlsson - Simon Skrabb - Jarmo Saastamoinen - Mladen Milinkovic - Jani Viander | - Samuel Amuzie - Darvin Chavez - Hendrik Helmke - Aleksej Prudnikov - Georgios Katidis - Artur Kotenko |

## Säsonger
| Säsong | Division        | Tränare                                          | Placering | Övrigt |
| ------ | --------------- | ------------------------------------------------ | --------- | --- |
| 1966   | Landskapsserien | Börje Nygård                                     | 1         | |
| 1967   | Finlandsserien  | Börje Nygård                                     | 4         | |
| 1968   | Finlandsserien  | Rainer Aho                                       | 7         | |
| 1969   | Finlandsserien  | Rainer Aho                                       | 9         | |
| 1970   | Landskapsserien | Rainer Aho                                       | 1         | |
| 1971   | Division II     | Matti Aarni                                      | 7         | |
| 1972   | Division II     | Matti Aarni                                      | 2         | |
| 1973   | Division I      | Matti Aarni                                      | 12        | |
| 1974   | Division II     | Matti Aarni                                      | 5         | |
| 1975   | Division II     | Bjarne Sjöholm                                   | 9         | |
| 1976   | Division II     | Bjarne Sjöholm                                   | 4         | |
| 1977   | Division II     | Bjarne Sjöholm                                   | 7         | |
| 1978   | Division II     | Esko Vikman                                      | 5         | |
| 1979   | Division II     | Ulf Larsson                                      | 1         | |
| 1980   | Division I      | Bjarne Sjöholm                                   | 8         | |
| 1981   | Division I      | Jan-Eric Holmberg                                | 9         | |
| 1982   | Division I      | Kalle Jaskari                                    | 8         | |
| 1983   | Division I      | Kalle Jaskari                                    | 4         | |
| 1984   | Division I      | Kalle Jaskari                                    | 6         | |
| 1985   | Division I      | Matti Huotari                                    | 4         | |
| 1986   | Division I      | Kalle Jaskari                                    | 10        | |
| 1987   | Division II     | Richard Wilson                                   | 1         | |
| 1988   | Division I      | Richard Wilson                                   | 1         | |
| 1989   | FM-serien       | Richard Wilson                                   | 12        | |
| 1990   | Division I      | Hannu Touru                                      | 2         | |
| 1991   | Fotbollsligan   | Hannu Touru                                      | 4         | |
| 1992   | Tipsligan       | Hannu Touru                                      | 5         | Spelade cupfinal |
| 1993   | Tipsligan       | Hannu Touru                                      | 11        | |
| 1994   | Tipsligan       | Antti Muurinen                                   | 7         | |
| 1995   | Tipsligan       | Antti Muurinen                                   | 5         | |
| 1996   | Tipsligan       | Antti Muurinen                                   | 5         | Spelade i Intertotcupen |
| 1997   | Tipsligan       | Veijo Wahlsten / Keijo Paananen                  | 8         | |
| 1998   | Tipsligan       | Jan Westerlund                                   | 10        | Spelade ligacupfinal |
| 1999   | Ettan           | Keijo Paananen                                   | 3         | Spelade cupfinal |
| 2000   | Ettan           | Keijo Paananen                                   | 5         | |
| 2001   | Ettan           | Keijo Paananen                                   | 2         | |
| 2002   | Tipsligan       | Sixten Boström                                   | 7         | |
| 2003   | Tipsligan       | Sixten Boström                                   | 8         | |
| 2004   | Tipsligan       | Sixten Boström / Hannu Touru                     | 11        | |
| 2005   | Tipsligan       | Hannu Touru                                      | 11        | |
| 2006   | Tipsligan       | Keijo Paananen / Niklas Widjeskog                | 12        | |
| 2007   | Tipsligan       | Mika Laurikainen                                 | 11        | |
| 2008   | Tipsligan       | Mika Laurikainen                                 | 9         | |
| 2009   | Tipsligan       | Mika Laurikainen / Aleksej Borisovitj Jerjomenko | 10        | |
| 2010   | Tipsligan       | Aleksej Borisovitj Jerjomenko                    | 5         | |
| 2011   | Tipsligan       | Aleksej Borisovitj Jerjomenko                    | 11        | |
| 2012   | Tipsligan       | Aleksej Borisovitj Jerjomenko                    | 11        | |
| 2013   | Tipsligan       | Aleksej Borisovitj Jerjomenko                    | 10        | |
| 2014   | Tipsligan       | Aleksej Borisovitj Jerjomenko                    | 6         | |
| 2015   | Tipsligan       | Aleksej Borisovitj Jerjomenko                    | 12        | |
| 2016   | Ettan           | Aleksej Borisovitj Jerjomenko / Kristian Heames  | 3         | |
| 2017   | Ettan           | Kristian Heames / Calle Löf                      | 5         | |
| 2018   | Ettan           | Tomi Kärkkäinen / Niklas Käcko                   | 6         | |
| 2019   | Ettan           | Niklas Käcko                                     | 3         | |
| 2020   | Ettan           | Niklas Käcko                                     | 3         | |
| 2021   | Ettan           | Jimmy Wargh                                      | 4         | |
| 2022   | Ettan           | Jimmy Wargh                                      | 3         | Vann försäsongsturneringen Ykköscup mot TPS med 2–1 den 19 mars 2022.                                                                                                |
| 2023   | Ettan           | Stephen Ward                                     | 9         | |
| 2024   | Ligaettan       | Niklas Vidjeskog                                 | 2         | Vann försäsongsturneringen Ykkösliigacup mot SJK Akatemia med 1–0 den 6 april 2024. Vann ligakvalet mot FC Lahti, och steg därmed till Tipsligan inför säsongen 2025 |